# André Dubreuil
Pour les articles homonymes, voir André Dubreuil (architecte) et Dubreuil.
André Dubreuil  est un directeur de la photographie français.

## Filmographie
Cinéma
- 1966 : But de Dominique Delouche (court métrage)
- 1966 : L'Enfer sur la plage de José Bénazéraf
- 1970 : Les Derniers Hivers de Jean-Charles Tacchella (court métrage)
- 1970 : Les Jambes en l'air de Jean Dewever
- 1971 : Je t'aime, je te tue de Uwe Brandner
- 1972 : Blanche de Walerian Borowczyk
- 1973 : Mourir tranquille (Zahltag) de Hans Noever
- 1974 : Voyage en Grande Tartarie de Jean-Charles Tacchella
- 1975 : Le Futur aux trousses de Dolorès Grassian

Télévision
- 1969 : Yao de Claude Vermorel (série télévisée)
- 1972 : L'Employée de  Helma Sanders-Brahms